# Beta-carboline
La β-carbolina o beta-carbolina (9H-piridina[3,4-b]indolo) è una ammina organica endogena, composta da un anello di piridina (azine) fuso con un nucleo di indolo. Questa struttura è alla base di una classe di composti chiamati β-carboline. Si formano per reazione fra un'aldeide (di solito acetaldeide) ed un estere del triptofano.

## Struttura
La struttura della β-carbolina è simile a quella delle triptamine, dove il braccio etilammina sarà riconnesso all'indolo attraverso un atomo di carbonio supplementare, in modo da produrre una struttura a tre anelli. Si pensa pertanto che la biosintesi delle β-carboline provenga dal medesimo percorso delle triptamine.
Sono possibili diversi livelli di saturazione nel terzo anello; sono indicati opportunatamente in rosso e blu nella rappresentazione sottostante: 

## Esempi di β-carboline
Alcune tra le più importanti beta-carboline sono tabulate di seguito:
| Nome            | Banda rossa | Banda blu | R1  | R6   | R7   | Struttura       |
| β-Carbolina     | ×           | ×         | H   | H    | H    | β-Carboline     |
| Triptolina      |             |           | H   | H    | H    | Triptolina      |
| Pinolina        |             |           | H   | OCH3 | H    | Pinolina        |
| Harmana         | ×           |           | CH3 | H    | H    | Harmana         |
| Armina          | ×           | ×         | CH3 | H    | OCH3 | Armina          |
| Armalina        | ×           |           | CH3 | H    | OCH3 | Armalina        |
| Tetraidroarmina |             |           | CH3 | H    | OCH3 | Tetraidroarmina |

## Farmacologia
Alcuni alcaloidi beta-carbolinici sono presenti in animali e piante, ed agiscono come inibitori delle monoamino ossidasi, ovvero impediscono la degradazione di catecolamine (adrenalina, noradrenalina, melatonina, dopamina) e serotonina, causando un aumento nei fluidi cerebrali di questi neurostrasmettitori.
Alcune beta-carboline sono state rilevate nei tessuti e fluidi dei mammiferi, compresi gli esseri umani, dove si pensano essere prodotte partendo da triptamine endogene, come la serotonina. È possibile che la presenza di beta-carboline endogene sia implicata con l'attività delle triptamine endogene per i normali processi psicologici: ad esempio la visualizzazione di immagini emotive nel sonno.
Le Beta-carboline hanno dimostrato una altissima affinità con i recettori delle benzodiazepine, mostrando una modulazione negativa sull'azione del GABA.
Per questo motivo alcune piante contenenti beta-carboline, come Banisteriopsis caapi (0.45% ± 0,05-1,36%), Peganum harmala o Passiflora, vengono associate con alcuni allucinogeni, in quanto ne impediscono la degradazione a livello intestinale. Esempio di questa combinazione è l'ayahuasca, dove l'azione delle beta-carboline presenti nella B. caapi associata con l'ingestione di dimetiltriptamina (un allucinogeno naturale), ne impedisce la degradazione, così da aumentare significativamente l'intensità dell'effetto.

## Piante contenenti β-carboline
Sono state trovate 112 specie appartenenti a 27 famiglie di piante che contengono alcaloidi b-carbolinici, tra le quali più dì 60 che contengono beta-carboline MAO-inibitrici.